# Wasei-eigo
El Wasei-eigo (和製英語, que literalment significa "anglès fet a la japonesa" o "paraules angleses encunyades al Japó") són expressions en japonès basades en paraules en anglès, o parts o combinacions de paraules, que no existeixen en anglès estàndard o els significats de les quals difereixen de les paraules de les quals es deriven. La lingüística els classifica com a pseudo-manlleus o pseudoanglicismes.
Els parlants japonesos construeixen les paraules wasei-eigo, les paraules compostes i els acrònims sobre la base de préstecs derivats de l'anglès i incrustats al lèxic japonès amb significats nous i redissenyats de tal manera que divergeixen significativament dels originals. :124 Un exemple és handorukīpā (ハンドルキーパー, "handle-keeper"), derivat de "handle" o maneta, que en japonès pren el significat de volant, resultant en l'expressió que significa conductor designat.
Alguns termes wasei-eigo no es poden reconèixer com a paraules angleses als països de parla anglesa. Un exemple és sukinshippu (スキンシップ, "skinship"), que es refereix al contacte físic entre amics propers o éssers estimats i és una combinació de pell i parentiu. :156–157En altres casos, una paraula pot simplement haver adquirit un significat lleugerament diferent; per exemple, kanningu (カンニング) no vol dir "cunning" (astúcia), sinó "enganyar" (en un examen). Alguns wasei-eigo poden ser posteriorment manllevats del japonès a altres idiomes, inclòs el mateix anglès.

## Confusió ambgairaigo
Sovint es confon el wasei-eigo amb gairaigo, que es refereix simplement a préstecs o "paraules de l'estranger". Alguns dels principals contribuents a aquesta confusió són les transformacions fonològiques i morfològiques que pateixen per adaptar-se a la fonologia i el sil·labari japonesos. Aquestes transformacions sovint donen lloc a paraules truncades o retallades i paraules amb vocals addicionals inserides per adaptar-se a l'estructura sil·làbica mora japonesa. :70Wasei-eigo, d'altra banda, és la reelaboració i l'experimentació d'aquestes paraules que donen com a resultat un significat totalment nou en comparació amb el significat original previst. :123–139

## En comparació amb altres classes de paraules japoneses
El Wasei-eigo és diferent de l'Engrish, que és el mal ús o la corrupció de la llengua anglesa per part dels parlants de japonès, ja que consisteix en paraules utilitzades en la conversa japonesa, no en un intent de parlar anglès. Aquests inclouen acrònims i sigles propis del Japó. El wasei-eigo es pot comparar amb el wasei-kango (和製漢語), que és la formació de compostos xinesos en japonès, o pseudo-sinismes japonesos (paraules japoneses creades a partir d'arrels xineses) i que també són molt comunes.

## Història i procés
Hi va haver una gran afluència de manlleus anglesos introduïts al Japó durant el període Meiji, que va ser un factor important en la modernització del Japó. Com que van ser acceptats tan ràpidament per la societat japonesa, no hi va haver una comprensió completa del significat real de la paraula, cosa que va provocar interpretacions errònies i desviacions del seu significat original. 
Com que els manlleus anglesos s'adopten al Japó de manera intencionada (en lloc de difondre's "naturalment" mitjançant el contacte lingüístic, etc.), el significat sovint es desvia de l'original. Quan aquests préstecs s'incrusten tan profundament en el lèxic japonès, condueix a l'experimentació i la remodelació del significat de les paraules, donant lloc al wasei-eigo. :127

## Als mitjans de comunicació
Molts estudiosos coincideixen que el principal difusor d'aquests termes wasei-eigo són els mitjans de comunicació, per tal de crear interès i novetat en la seva publicitat i productes. :133L'ús de paraules angleses també és un intent dels anunciants de retratar una imatge moderna i cosmopolita, que sovint s'associa amb la cultura occidental. :48

## Connotacions socials i principals usuaris
Tot i que hi ha desacord sobre la suposició que la majoria de wasei-eigo són creats per anunciants, el públic que utilitza predominantment wasei-eigo són els joves i les dones. :123–139Molts japonesos consideren que l'ús de préstecs anglesos és més informal i que s'utilitza principalment entre companys del mateix nivell social. :49A més, moltes paraules wasei-eigo s'utilitzen per camuflar termes i idees arriscades, com el famós rabbuho (love hotel, o meublé), o els molts massaji (massatge) i sabisu (servei) associats a temes tabú. Finalment, el wasei-eigo es pot utilitzar per expressar una necessitat poètica i emfàtica del parlant, donant lloc a un nou terme.
El Wasei-eigo ha donat alguns resultats desafortunats no previstos, com ara l'adopció el 2013 per part de l'empresa Fukushima Industries de Fukuppy com el nom de la seva mascota corporativa, que llegit en anglès sona com una paraula grossera basada en el verb fuck.

## Escriptura
Els manlleus anglesos s'escriuen generalment en katakana, cosa que fa evident que són paraules no natives del Japó. :73Aquest recordatori constant que es tracta de manlleus, i no d'origen japonès, vincula els significats de les paraules amb la idea d'"estrangeria". Per això, el wasei-eigo (i alguns préstecs anglesos) s'utilitza sovint com a mètode per parlar de temes tabú i controvertits d'una manera segura i neutral. :52A més, al ser paraules japoneses no natives i marcades com a estrangeres a la seva escriptura, es poden associar amb conceptes i temes que no són normals o poc comuns al Japó. :57